# Berling (Mozela)
Berling – miejscowość i gmina we Francji, w regionie Grand Est, w departamencie Mozela.
Według danych na rok 1990 gminę zamieszkiwały 243 osoby, a gęstość zaludnienia wynosiła 77 osób/km² (wśród 2335 gmin Lotaryngii Berling plasuje się na 804. miejscu pod względem liczby ludności, natomiast pod względem powierzchni na miejscu 1164.).